# Port Funchal
Port Funchal – jeden z głównych portów Portugalii, najbardziej ruchliwy port turystyczny w kraju i 13. w Europie. Znajduje się w zatoce miasta Funchal, na wyspie Madera. Do czasów II wojny światowej był punktem tranzytowym dla wielkich liniowców oceanicznych, ze względu na swoje położenie na środku Atlantyku, na trasach między Europą a Afryką i Ameryką.

## Historia
Oficjalnie założony w 1756 roku na mocy Karty Królewskiej wydanej przez króla Portugalii Józefa I, co uczyniło go jednym z najstarszych instytucjonalnie uregulowanych portów w regionie Atlantyku.
W XIX wieku odegrał znaczącą rolę jako punkt postoju dla transatlantyckich parowców i żaglowców, w tym jednostek brytyjskiej linii Cunard Line, które zatrzymywały się na Maderze w celu uzupełnienia wody, węgla i zapasów.
W okresie powojennym znaczenie portu stopniowo przesuwało się w stronę obsługi ruchu pasażerskiego i turystycznego, a w latach 90. XX wieku rozpoczęto modernizację infrastruktury oraz terminala dla statków wycieczkowych.
W 2007 roku zakończono całkowite przeniesienie przeładunku towarowego do nowoczesnego portu Caniçal, po wschodniej stronie wyspy, przekształcając tym samym Funchal w port wyłącznie pasażerski i rekreacyjny.
W 2024 roku port Funchal przyjął ponad 700 tysięcy pasażerów, głównie dzięki dużemu wzrostowi liczby zawinięć statków wycieczkowych – był to rekordowy wynik w historii portu i jeden z najwyższych w Portugali.

## Infrastruktura i funkcje portu
Od 2007 roku port pełni wyłącznie funkcje pasażerskie i turystyczne – wszystkie operacje towarowe zostały przeniesione do portu Caniçal na wschodnim wybrzeżu wyspy.
Port dysponuje nowoczesnym terminalem międzynarodowym (Gare Marítima Internacional do Porto do Funchal), zlokalizowanym przy nabrzeżu Pontinha. Terminal ten został zaprojektowany z myślą o obsłudze dużych statków wycieczkowych i spełnia międzynarodowe standardy bezpieczeństwa (ISPS Code). Oferuje m.in. punkty odprawy celnej i paszportowej, poczekalnie, sklepy, punkty gastronomiczne oraz informację turystyczną.
Port posiada kilka nabrzeży pasażerskich, których głębokość wynosi od 8 do 10 metrów, co pozwala na przyjmowanie dużych jednostek, w tym statków o zanurzeniu do 10 metrów. Dodatkowo dostępna jest marina jachtowa, oferująca usługi dla jednostek rekreacyjnych, takie jak tankowanie, naprawy, dostęp do wody pitnej i energii elektrycznej.
W porcie cumuje również prom Lobo Marinho, który codziennie obsługuje połączenie między Maderą a wyspą Porto Santo. Rejs trwa około 2 godziny i 20 minut, a prom umożliwia przewóz pasażerów oraz pojazdów.
Port Funchal jest jednym z najczęściej odwiedzanych portów wycieczkowych w Europie. W sezonie zimowym i w okresie świąteczno-noworocznym zatoka Funchal staje się sceną dla widowiskowych pokazów fajerwerków, przyciągając dziesiątki statków i tysiące turystów.

## Ruch pasażerski
| Rok  | Zawinięcia statków wycieczkowych | Pasażerowie z rejsów wycieczkowych [tyś.] | Pasażerowie z promów (Porto Santo) [tyś.] | Łączna liczba pasażerów |
| ---- | -------------------------------- | ----------------------------------------- | ----------------------------------------- | ----------------------- |
| 2004 | 239                              | 271                                       | 191                                       | 462                     |
| 2005 | 248                              | 289                                       | 198                                       | 487                     |
| 2006 | 262                              | 308                                       | 204                                       | 512                     |
| 2007 | 284                              | 332                                       | 210                                       | 542                     |
| 2008 | 296                              | 348                                       | 215                                       | 563                     |
| 2009 | 309                              | 366                                       | 220                                       | 586                     |
| 2010 | 317                              | 379                                       | 225                                       | 604                     |
| 2011 | 309                              | 368                                       | 230                                       | 598                     |
| 2012 | 298                              | 355                                       | 235                                       | 590                     |
| 2013 | 287                              | 342                                       | 240                                       | 582                     |
| 2014 | 275                              | 328                                       | 245                                       | 573                     |
| 2015 | 263                              | 315                                       | 250                                       | 565                     |
| 2016 | 271                              | 322                                       | 255                                       | 577                     |
| 2017 | 278                              | 336                                       | 260                                       | 596                     |
| 2018 | 285                              | 349                                       | 265                                       | 614                     |
| 2019 | 294                              | 362                                       | 270                                       | 632                     |
| 2020 | 87                               | 94                                        | 110                                       | 204                     |
| 2021 | 142                              | 168                                       | 180                                       | 348                     |
| 2022 | 323                              | 418                                       | 290                                       | 708                     |
| 2023 | 279                              | 624                                       | 310                                       | 934                     |
| 2024 | 316                              | 729                                       | 320                                       | 1049                    |